# Absoluter Mehrwert
Der absolute Mehrwert bezeichnet in Karl Marx Hauptwerk „Das Kapital“ eine Form der Mehrwertproduktion. Diese resultiert nach Marx aus der formellen Subsumtion der Arbeit unter das Kapital, also der Unterordnung des Arbeiters unter das Kommando eines Kapitalisten.

## Prinzip
Der Arbeiter verkauft seine Arbeitskraft für eine bestimmte Zeit an einen Kapitalisten. Zwar ist die Arbeitskraft untrennbar mit dem Körper des Arbeiters verbunden, aber der Kapitalist verfügt über sie. Er wendet die Arbeitskraft für seine Zwecke an. Er lässt den Arbeiter länger arbeiten, als dieser arbeiten müsste, um ein bloßes Äquivalent seiner Arbeit als Lohn zu produzieren. Den Vorgang nennt Marx die Produktion des absoluten Mehrwerts: Die Produktion von Mehrwert mit dem Mittel der Kommandogewalt über fremde Arbeit.
Im dritten Abschnitt des ersten Bandes von „Das Kapital“ beschreibt Marx die Methoden der Produktion des absoluten Mehrwerts, wie sie historisch mit den frühesten Anfängen des Kapitalismus in Europa aufgekommen sind. Die Methoden bestanden im Wesentlichen darin, den Arbeitstag über jede historische und natürliche Schranke zu verlängern, bis als Erster der englische Staat mit den Fabrikgesetzen gegen eine völlig rücksichtslose Vernutzung der Arbeitskraft von (zunächst nur) Frauen und Kindern einzuschreiten begann.
Ferner kann der Arbeitstag auch dadurch verlängert werden, dass die Arbeitsstunden besser ausgenutzt werden. So können Pausenzeiten gekürzt werden oder bestimmte Vorbereitungen werden nicht mehr zur offiziellen Arbeitszeit gerechnet. Schließlich kann der Kapitalist die Arbeiter intensiver arbeiten lassen, was den gleichen Effekt hätte wie eine Arbeitszeitverlängerung.
Zwar stoßen die Verlängerung des Arbeitstages und die Mehrwertproduktion an physische und rechtliche Grenzen, aber die reelle Subsumtion und die Methoden zur Produktion des relativen Mehrwerts, die auf der formellen Subsumtion beruhen, ermöglichen eine weitere Steigerung der Mehrwertrate.